# Crambus argyrophorus
Crambus argyrophorus là một loài bướm đêm trong họ Crambidae.